# Illa del barranc dels Estrets
L'Illa del Barranc dels Estrets és un dels espais del complex de zones humides de les Illes de l’Ebre. Es localitza al sud de nucli urbà de Bítem, al terme municipal de Tortosa, i es forma bàsicament amb els sediments arrossegats pel barranc dels Estrets que posteriorment l’Ebre redistribueix. Ocupa poc més de 2 hectàrees.
Aquesta illa ha evolucionat en poc temps cap a una formació arbòria densa constituint un bosc de ribera de notable entitat i interès conservacionista (hàbitat d’interès comunitari, codi 92A0). Bàsicament hi ha salzedes arbustives de sarga (Salix elaeagnos) i saulic (S. purpurea). El seu interès es veu reforçat per la presència del lligabosc valencià (Lonicera biflora) que a Catalunya només es localitza en alguns punts de les terres de l’Ebre.
Pel que fa a la fauna, l’illa acull nombroses poblacions d’ardèids i altres ocells. Això és degut bàsicament a que el conjunt de les illes fluvials de l’Ebre representen un rosari de biòtops-pont que faciliten el desplaçament de multitud d’ ocells de zones humides, des dels aiguamolls litorals -majoritàriament el delta de l’Ebre-, vers l’interior de la península Ibèrica.
Tot i que el seu estat de conservació és bo i no s'identifiquen impactes específics sobre l'espai, la problemàtica ambiental que podria tenir l'espai en un futur serà molt semblant a la resta d’espais del complex de zones humides de les Illes de l’Ebre. És per aquest motiu que convindria plantejar-se la seva gestió i conservació de forma global.
L’illa del barranc dels Estrets no gaudeix de cap protecció específica. Seria recomanable però plantejar-se la incorporació d’aquesta illa a la xarxa catalana d’espais protegits, ja que se situa entre dues illes que sí que en formen part.